# Moto G9
Moto G9 (стилізовано як moto g9) — лінія смартфонів від компанії Mototola Mobility, що входить у серію Moto G. Лінія складається з Moto G9 Play (Moto G9 в Індії), Moto G9 Plus та Moto G9 Power. Також в Китаї Moto G9 Play та Moto G9 Power були випущені під брендом Lenovo як Lenovo K12 Note та Lenovo K12 Pro відповідно.

## Дизайн
Екран виконаний зі скла. Корпус виконаний з пластику.
Знизу знаходяться роз'єм USB-C, динамік та мікрофон. Зверху розташовані другий мікрофон та 3.5 мм аудіороз'єм. З лівого боку розташований гібридний слот під 2 SIM-картки або 1 SIM-картку і карту пам'яті формату microSD до 512 ГБ. З правого боку розміщені кнопки регулювання гучності та кнопка блокування смартфону. У Moto G9 Play та G9 Power сканер відбитків пальців знаходиться на задній панелі, а в G9 Plus — вбудований в кнопку блокування.
Moto G9 Play продавався в 3 кольорах: Forest Green (зелений), Sapphire Blue (синій) та Spring Pink (рожевий). В Україні смартфон доступний тільки в кольорах Forest Green та Sapphire Blue.
Moto G9 Plus продавався в кольорах Rose Gold (золотий) та Indigo Blue (синій).
Moto G9 Power продавався в кольорах Electric Violet (фіолетовий) та Metallic Sage (сірий).

## Технічні характеристики

### Платформа
Moto G9 Play та G9 Power отримали процесор Qualcomm Snapdragon 662 та графічний процесор Adreno 610.
Moto G9 Plus отримав процесор Qualcomm Snapdragon 730G та графічний процесор Adreno 618.

### Батарея
Moto G9 Play та G9 Plus отримав батарею об'ємом 5000 мА·год, а G9 Power —6000 мА·год. Також Moto G9 Play та G9 Power мають підтримку швидкої зарядки на 20 Вт, а G9 Plus — на 30 Вт.

### Камери
Moto G9 Play отримав основну потрійну камеру 48 Мп, f/1.7 (ширококутний) + 2 Мп, f/2.4 (макро) + 2 Мп, f/2.4 (сенсор глибини) з фазовим автофокусом та здатністю запису відео в роздільній здатності 1080p@60fps. Фронтальна камера отримала роздільність 8 Мп, світлосилу f/2.2 та можливість запису відео у роздільній здатності 1080p@30fps.
Moto G9 Plus отримав основну квадрокамеру 64 Мп, f/1.7 (ширококутний) + 8 Мп, f/2.2 (надширококутний) з кутом огляду 118˚ + 2 Мп, f/2.2 (макро) + 2 Мп, f/2.2 (сенсор глибини) з фазовим автофокусом та здатністю запису відео в роздільній здатності 4K@30fps. Фронтальна камера отримала роздільність 16 Мп, світлосилу f/2.0 та можливість запису відео у роздільній здатності 1080p@30fps.
Смартфон отримав основну потрійну камеру 64 Мп, f/1.8 (ширококутний) + 2 Мп, f/2.4 (макро) + 2 Мп, f/2.4 (сенсор глибини) з фазовим автофокусом та здатністю запису відео в роздільній здатності 1080p@60fps. Фронтальна камера отримала роздільність 16 Мп, світлосилу f/2.2 та можливість запису відео у роздільній здатності 1080p@30fps.

### Екран
Moto G9 Play отримав екран IPS LCD, 6.5", HD+ (1600 × 720) зі щільністю пікселів 269 ppi, співвідношенням сторін 20:9 та краплеподібним вирізом під фронтальну камеру.
Moto G9 Plus отримав екран LTPS IPS LCD, 6.81", FHD+ (2400 × 1080) зі щільністю пікселів 386 ppi, співвідношенням сторін 20:9 та круглим вирізом під фронтальну камеру, що знаходиться зверху в лівому кутку. Також дисплей смартфона отримав підтримку технології HDR10.
Moto G9 Power отримав екран IPS LCD, 6.8", HD+ (1640 × 720) зі щільністю пікселів 263 ppi та круглим вирізом під фронтальну камеру, що знаходиться зверху в лівому кутку.

### Пам'ять
Moto G9 Play продавався в комплектації 4/64 ГБ.
Moto G9 Plus продавався в комплектаціях 4/128 та 6/128 ГБ. В Україні смартфон був доступний тільки в версії 4/128 ГБ.
Moto G9 Power продавався в комплектації 4/128 ГБ.

### Програмне забезпечення
Смартфони були випущені на Android 10 і мають можливість оновлення до Android 11.